# Beneath Apple Manor
Beneath Apple Manor est un jeu vidéo de type roguelike développé par Don Worth sur Apple II et initialement publié en 1978 par The Software Factory. Don Worth fait ensuite rééditer le jeu par Quality Software avant d'en programmer une version haute résolution sur Apple II et PC en 1982 et 1983. Le joueur incarne un aventurier qui explore un donjon infesté de monstres qu’il doit combattre pour gagner de l’expérience et des trésors avec l’objectif de récupérer un objet légendaire – la pomme d’or – gardé par un dragon. Le donjon est généré aléatoirement à chaque nouvelle partie. Au début d’une partie, le joueur peut choisir le nombre de pièces qui compose chaque niveau (entre deux et dix) et le niveau de difficulté. Dans la version haute résolution du jeu, il peut également choisir entre jouer avec des graphismes ou en mode texte suivant le nombre de pièces par niveau. Les niveaux du donjon sont reliés entre eux par des escaliers et à chaque fois que le joueur atteint l’un d’eux, il peut utiliser son expérience pour améliorer les caractéristiques de son personnage et acheter de nouvelles armes et armures.
Beneath Apple Manor est connu comme un des premiers jeux vidéo de rôle développé pour l’Apple II et comme un des premiers roguelike. Bien qu’il précède Rogue (1980), il intègre en effet l’essentiel des éléments qui caractérisent le genre. Il n’a en revanche pas la popularité et l’influence de celui-ci qui à l’avantage d’être distribué sur ARPANET (qui est alors facilement accessible à de nombreux étudiants) alors que Beneath Apple Manor est au départ directement édité et distribué Don Worth par l’intermédiaire de boutique locales ou par voie postale.

## Système de jeu
Beneath Apple Manor est un roguelike dans lequel le joueur incarne un aventurier qui explore un donjon infesté de monstres qu’il doit combattre pour gagner de l’expérience et des trésors. Son objectif final est de récupérer un objet légendaire – la pomme d’or – qui est gardé par un dragon dans les profondeurs du donjon. Les niveaux du donjon sont générés aléatoirement à chaque nouvelle partie et sont reliés entre eux par des escaliers,. Le joueur a la possibilité de personnaliser le donjon en sélectionnant le nombre de pièces qui compose chaque niveau (entre deux et dix) et le niveau de difficulté (entre un et dix). Dans la Special Edition du jeu, le joueur peut en outre choisir de jouer en mode texte ou avec des graphismes en fonction du nombre de pièce par niveau. Dans le mode texte, le donjon est représenté sous la forme d’un damier sur lequel le héros, le sol, les portes, les trésors et les monstres sont représentés par des carrés de couleurs. Dans le mode graphique, les carrés de couleurs sont remplacés par des sprites représentant les éléments du jeu. Chaque niveau est composé d’un certain nombre de salles reliées par des couloirs et dans lesquels sont générés des portes, des monstres et un trésor. La puissance des monstres rencontrés augmente avec la progression du joueur dans le donjon et du niveau d’expérience du héros. Déplacer le personnage sur une case occupé par un monstre initie une attaque à laquelle il peut ensuite riposter
Le personnage du joueur est caractérisé par quatre attributs : la force, l’intelligence, la dextérité et la vitalité. Ces attributs sont gérés comme des réserves dans lesquelles le joueur pioche pour réaliser des actions. Taper sur une porte ou un monstre draine ainsi la force du personnage, lancer des sorts draine son intelligence, se déplacer sa dextérité et subir des dégâts sa vitalité. Les réserves du personnage se vident ainsi lorsqu’il réalise des actions et se remplissent lentement lorsqu’il se repose. À la fin de chaque niveau, lorsqu’il atteint l’escalier menant au niveau suivant, le joueur peut échanger l’expérience gagné au combat pour améliorer ses caractéristiques, et ainsi  accroitre ses réserves. Il peut également acheter de nouvelles armes ou armures,. 

## Développement
Don Worth commence à s’intéresser à la programmation en 1967 lorsqu’il découvre les premiers ordinateurs centraux après avoir intégré l’université de Californie à San Diego . Il commence alors à apprendre à programmer en DITRAN, un langage de programmation dédié à la réalisation de calculs de physique avancés. À partir de 1968, il travaille au laboratoire d’informatique de l’université de Californie à Los Angeles pour lequel il programme des logiciels en assembleur sur un ordinateur central IBM 360 relié au réseau ARPANET. Profitant de cet accès privilégié à un ordinateur et au réseau ARPANET, il commence à programmer des jeux sur ordinateurs avec ses collègues dont notamment un jeu de simulation spatiale baptisé FRON. En 1978, il s’associe avec un de ses amis pour acheter un micro-ordinateur Apple II. Il apprend alors à programmer en BASIC avec l’objectif de créer une adaptation de Donjons et Dragons sur ordinateur. Il imagine alors un concept très simple : le joueur crée un personnage avec lequel il explore un donjon infesté de monstres qu’il doit vaincre pour récupérer des trésors. En s’inspirant de son jeu de simulation spatial, il décide d’incorporer au jeu un brouillard de guerre qui masque au joueur les zones du donjons qu’il n’a pas encore explorer. Il choisit par ailleurs de représenter le jeu sous la forme d’un damier sur lequel le personnage, le sol, les portes, les trésors et les monstres sont représentés par des couleurs. À partir de là, il commence à intégrer au jeu de nouvelles règles et possibilité en s’inspirant notamment des campagnes de Donjons et Dragons qu’il joue avec ses amis. Il incorpore ainsi la possibilité d’écouter aux portes pour détecter la présence de monstres, de casser une porter ou de lancer un sort pour révéler la totalité d’un niveau. Toujours en s’inspirant de son expérience de Donjons et Dragons, il se lance également dans la programmation d’un algorithme capable de générer aléatoirement de nouveau niveaux afin que le joueur découvre de nouveaux lieux à chaque nouvelle partie. Pour cela, il s’inspire notamment du générateur aléatoire de labyrinthe du jeu Dragon Maze sur Apple II. Dans ces niveaux sont ensuite générés des portes, des monstres et un trésor. Comme le reste du jeu, les monstres sont inspirés du bestiaire de Donjons et Dragons. 
Entièrement programmé en BASIC, la version initiale du jeu se révèle trop lente, notamment en ce qui concerne l’actualisation de l’affichage. Il programme donc une routine en assembleur pour gérer cet aspect. Pour les effets sonores, il utilise la rétro-ingénierie pour retranscrire la fonction de lecture de l’Apple Talker et l’intégrer au jeu via une routine programmé en assembleur.  
Une fois le jeu terminé, Don Worth et ses amis le trouvent suffisamment abouti pour être commercialisé. Il s’associe avec deux d’entre eux pour créer la société The Software Factory en 1978. Ils commencent alors à distribuer le jeu par l’intermédiaire de boutiques spécialisée ou par voie postale. Si le jeu se révèle relativement populaire, ses ventes ne décollent pas et Don Worth et ses associés continuent donc de travailler en parallèle de leur activité d’éditeur. Par l’intermédiaire d’un ami, Don Worth entre finalement en contact avec l’éditeur Quality Software qui lui fait une offre généreuse pour publier le jeu. La société prend alors en charge la commercialisation et le marketing du jeu pendant que Don Worth programme une nouvelle version haute résolution du jeu sur Apple II et PC entre 1982 et 1983. Il remplace alors les cases de couleurs par des sprites et le jeu est réédité sous le titre Beneath Apple Manor: Special Edition. 

## Postérité
Beneath Apple Manor (1978) est connu comme un des tout premiers jeux vidéo de rôle développé pour l’Apple II. Il est également reconnu comme un des tout premiers roguelike. Bien qu’il précède Rogue (1980), il intègre en effet l’essentiel des éléments qui caractérisent le genre dont notamment la génération procédurale de niveaux, la représentation en damier et son système de jeu au tour par tour inspiré de Donjons et Dragons. Il n’a en revanche pas la popularité et l’influence de Rogue qui à l’avantage d’être distribué sur ARPANET (qui est alors facilement accessible à de nombreux étudiants) alors que Beneath Apple Manor est au départ directement édité et distribué Don Worth par l’intermédiaire de boutique locales ou par voie postale,.